# Тіотімолін до зірок
«Тіотімолін до зірок» (англ. Thiotimoline to the Stars) — науково-фантастичне оповідання американського письменника Айзека Азімова, вперше опубліковане у 1973 в антології Гаррі Гаррісона Astounding. Увійшло до збірки «Купуємо Юпітер та інші історії» (1975).

## Сюжет
Адмірал Вернон, комендант Академії Астронавтики, виступає з промовою для випуску «'22». Промова Вернона розказує, що тіотімолін був вперше згаданий в 1948 році напівміфічним вченим Азимутом чи Асимптотом, але серйозне дослідження розпочалося в 21-му столітті, коли вдалося створити полімери з різним процентним вмістом даної хімічної сполуки, з яких почали будували космічні кораблі.
Одним із наслідків ендохронності є те, що, при контакті з водою, такий космічний корабель мандрував у часі. Особам з непересічними здібностями вдавалося балансувати цю ендохронність із релятивістським уповільненням часу, добиваючись, щоб міжзоряні подорожі тривали місяці, а не століття; і для плин часу для точки прибуття корабля збігався із плином часу на кораблі. Вернон наголошує, що 60-секундне розходження часу є недопустимим, а 120-секундне є підставою для звільнення. Також він згадує, що молекули тіотімоліну є нестабільними і витрачаються під час подорожі, тому космічному кораблю може забракнути ендохронності, щоб повернутись у свій час.
Нарешті, Вернон повідомляє, що зал для глядачів є на діючому ендохронному зорельоті, який під час доповіді встиг доставити їх на окраїни Сонячної системи. Випускники не відчували прискорення, бо уповільнення часу компенсувало інерцію. Вернон закінчує промову обіцянкою випустити випускників у порту Організації Об'єднаних Націй в Лінкольні, штат Небраска, де вони будуть проводити вихідні.
Після приземлення, у Вернона стається шок, коли капітан доповідає, що корабель оточений індійцями. Вернон припустив, що вони приземлились давно у минулому, насправді ж вони приземлилися у потрібний час, але поблизу Калькутти, Індія.